# Uma Thurman
Uma Karuna Thurman ( Boston, Massachusetts, SAD, 29. travnja 1970. -) američka je glumica. Među njenim slavnijim filmovima su "Pakleni šund" i "Kill Bill".

## Mlade godine
Uma Thurman se rodila kao dijete Roberta Thurmana, profesora indijsko-tibetanskih studija, i Nene von Schlebrugge, švedskog modela. Ima troje starije braće; Gandena, Dechena i Mipama, te jednu polusestru, Tayu. Zajedno su proveli jedan dio djetinjstva u Indiji. Kao djevojka je bila povučena i čudna a druga djeca su je zadirkivala. Napustila je srednju školu kako bi se bavila glumom te se preselila u New York.

## Karijera
Debitirala je 1988. u čak četiri filma, među kojima je najpoznatiji „Opasne veze“ u kojem je nastupila u jednoj sceni u toplesu, zbog čega je imala problema s ogromnom pažnjom medija. Kasnije je uslijedila romatična krimi drama “Jedna žena, dva muškarca” u kojoj je Robert De Niro bio njen partner. No najveći uspjeh uslijedio je 1994. s kultnom krimi dramom „Pakleni šund“ za koju je nominirana za Zlatni globus i Oscara. Zanimljivo, redatelj Quentin Tarantino nije isprva htio nju u tom filmu nego Michelle Pfeiffer. Nakon ZF-a „Gattaca“ nanizala je par neuspješnih filmova koju je kritika dočekala na nož, kao što su „Batman i Robin“ te „Osvetnici“. Pošto je postala majka, uzela je par godina pauze od filma. Za TV dramu „Hysterical Blindness“ osvojila je Zlatni globus, a Tarantinov dvodijeli film „Kill Bill“ s njom je postao iznimno slavan.
Udala se dva puta; njen prvi suprug je bio Gary Oldman (1990.) a drugi Ethan Hawke (1998.), s kojim je dobila dvoje djece, Mayu Ray i Levon Roan. S obojicom se razvela. Pobornica je legalizacije pobačaja, kontrole oružja te financira organizaciju koja pomaže siromašnima. Po religiji je budistkinja.

## Izabrana filmografija
- 1988. - Opasne veze
- 1988. - Pustolovine Baruna Munchausena
- 1990. - Henry i June
- 1991. - Robin Hood
- 1992. - U posljednjoj fazi
- 1992. - Jennifer 8
- 1993. - Jedna žena, dva muškarca
- 1994. - Pakleni šund - nominacija za Oscara i Zlatni globus
- 1995. - Lijepe djevojke
- 1996. - Istina o mačkama i psima
- 1997. - Gattaca
- 1997. - Batman i Robin
- 1999. - Osvetnici
- 1999. - Biti najbolji
- 2002. - Histerično sljepilo – osvojen Zlatni globus
- 2003. - Kill Bill Volume 1 – nominacija za Zlatni globus
- 2004. - Kill Bill Volume 2 – nominacija za Zlatni globus
- 2005. - Nausikaja iz vjetrovite doline (glas u novoj verziji)
- 2005. - Mlađe je slađe
- 2006. - Producenti

## Nagrade i nominacije
Osvojena nagrada Saturn u kategoriji najbolje glumice (na filmu), za film Kill Bill 1 (eng. Kill Bill Vol. 1).

## Vanjske poveznice
- Uma Thurman u internetskoj bazi filmova IMDb-a
- Notable names.com
- Filmski.net  Arhivirana inačica izvorne stranice od 9. studenoga 2011. (Wayback Machine)
- Fan site